# Connor MacLeod
Connor MacLeod è un personaggio immaginario protagonista della serie cinematografica Highlander, dove è interpretato dall'attore Christopher Lambert.
È il personaggio principale di tutti i quattro film (Highlander - L'ultimo immortale, Highlander II - Il ritorno, Highlander 3 e Highlander: Endgame) e compare anche in altri media come la serie televisiva Highlander, fumetti e cartoni animati.
Connor è un immortale scozzese membro del clan MacLeod nonché il vincitore (nei primi tre film) della Ricompensa, il premio concesso all'ultimo fra tutti gli Immortali partecipanti all'Adunanza.

## Creazione e sviluppo
Gregory Widen ebbe l'idea del personaggio dopo aver visitato la Scozia e, più precisamente, un museo di Edimburgo: nel vedere un'armatura esposta nel museo, Widen immaginò cosa sarebbe successo se l'uomo che l'aveva indossata secoli prima fosse stato ancora vivo.
Nella sceneggiatura originale sarebbe nato nel 1408 ed erano presenti i suoi genitori ma non la moglie Heather, al cui posto c'era una giovane a cui era stato promesso sposo, Mara, ma che poi lo rifiuta dopo aver scoperto la sua natura; sempre in questa versione Connor lascia il villaggio natio di sua spontanea volontà, il suo alias si chiama Richard Tupin anziché Russel Nash e gli immortali possono procreare (addirittura era prevista la scena del funerale di uno dei figli di Connor il quale, sempre in questa versione, avrebbe avuto almeno trentasette figli). Altra differenza notevole sta nel fatto che la Ricompensa non è mai esistita nella storia di Widen e Connor, dopo aver ucciso Kurgan, sarebbe solo stato preda di un dolore fortissimo lasciando lo spettatore a domandarsi cosa ne fosse stato di lui.
Prima che a Lambert la parte di Connor fu offerta a Kurt Russell, Mickey Rourke e molti altri; all'epoca l'attore non conosceva molto l'inglese, essendo cresciuto in Svizzera, perciò seguì un corso accelerato per poter interpretare la parte e studiò anche la lingua scozzese così da ricalcarne l'accento.
Connor doveva essere il protagonista anche della serie televisiva, in cui sarebbe stato interpretato da Adrian Paul; questi, tuttavia, chiese ai produttori di creare un nuovo protagonista e così nacque Duncan MacLeod, che viene presentato come un guerriero scozzese allievo di Connor anch'egli appartenente al clan MacLeod.

## Caratteristiche

### Fisicità e personalità
Connor è un uomo prestante, slanciato ed attraente; le caratteristiche che maggiormente risaltano in lui sono lo sguardo freddo e sottile e l'enigmatico sorriso, che lo rendono estremamente ambiguo e difficile da interpretare. Ai giorni nostri indossa dei jeans, una t-shirt e un impermeabile beige mentre in Scozia indossava i tipici abiti del luogo e portava i capelli molto lunghi, che poi taglierà.
Le tremende esperienze dell'esilio e delle morti dell'amata Heather e del mentore Ramirez lo hanno segnato rendendolo freddo e disincantato ma pur sempre coraggioso, generoso e talvolta giocoso; il suo unico scopo, comunque, è quello di affrontare e sconfiggere Kurgan e vincere la Ricompensa, pertanto affronta l'esistenza con l'ironico distacco di chi non ha più nulla da perdere. È tuttavia molto sensibile nei confronti degli umili e bisognosi, avendone condiviso il destino, e ama prendersi gioco dei potenti in ogni possibile occasione, andando a volte anche contro la legge.
Nonostante tutto è capace di provare genuini sentimenti d'affetto, pur essendo conscio di non potersi affezionare troppo ad una o più persone in quanto non riuscirebbe a sopportarne la scomparsa: per questo non si ferma quasi mai nello stesso posto a lungo anche per evitare vendette dei suoi molti nemici su persone a lui care. Raramente, comunque, lo si vede animato da intenzioni negative, salvi i casi in cui Kurgan insulta lui e Ramirez e gli rivela di aver violentato sua moglie. Pur tentando di non avere legami emotivi conserva tutti gli oggetti più importanti del suo passato in una grande stanza all'interno del suo appartamento, come un piccolo museo della sua vita.

### Poteri
Come tutti gli immortali, da quando ha risvegliato i suoi poteri Connor non invecchia, può respirare sott'acqua, possiede un elevato fattore rigenerante, non può procreare e l'unica possibilità di ucciderlo è tagliargli la testa.
È dotato di una grande forza fisica, con la quale riesce a brandire e usare in battaglia la sua pesantissima spada (una Claymore, poi sostituita dalla katana di Ramirez) ed è un abilissimo spadaccino: in un primo momento tende ad utilizzare uno stile alquanto rozzo e decisamente poco efficace, ma grazie all'addestramento ricevuto dal suo mentore diventa un combattente astuto, veloce e dotato di grande tecnica, caratteristiche che gli permettono di ribaltare situazioni svantaggiose (come nel duello con Iman Fazil) o di bilanciare la superiorità fisica del suo avversario (come nel confronto finale con il Kurgan).
È anche in grado di percepire la presenza degli altri immortali, cosa che nel romanzo tratto dal primo film non può fare.

## Apparizioni

### Il primo film
Connor nasce nel 1518 nelle Highlands scozzesi a Glenfinnan, sulle rive del Loch Shiel, nel clan MacLeod. All'età di diciotto anni partecipa alla sua prima battaglia contro il clan rivale, i Fraser, e durante il combattimento viene ferito da Kurgan; poco prima di essere decapitato da quest'ultimo, tuttavia, viene salvato da suo cugino Dugal e dall'amico Angus e riportato al villaggio, dove in seguito morirà.
Il giorno dopo Connor torna incredibilmente in vita ma il suo clan, credendo che ci sia risuscitato facendo un patto col diavolo, lo condanna a morte; Angus, per salvarlo, decide di condannarlo al bando e così il giovane abbandona il suo villaggio e, dopo aver vagato senza meta, incontra Heather McDonald, la figlia di un fabbro, con cui si sposa. Dopo due anni i due vengono avvicinati da Ramirez, un maestro di spada egiziano anch'egli immortale che spiega a MacLeod dell'Adunanza e decide di addestrarlo per prepararlo. La morte di Ramirez per mano di Kurgan e quella di Heather per vecchiaia spronano Connor a partire alla ricerca degli altri immortali, seguendo così il suo destino.
Da questo momento l'Highlander attraversa tutte le epoche storiche che si sono succedute nel tempo divenendo uno degli immortali più forti e conosciuti; nel corso della seconda guerra mondiale, inoltre, salva una bambina di nome Rachel con la quale si trasferisce a New York, luogo dell'Adunanza: qui comincia ad assumere l'identità di svariati bambini deceduti alla nascita per nascondere al mondo la sua vera natura. Dopo una dura lotta Connor riesce a completare la sua vendetta uccidendo Kurgan ed ottenendo la Ricompensa; alla fine si fidanzerà con Brenda, un'agente di polizia che aveva conosciuto nel corso degli eventi, e ritornerà in Scozia.

### Il secondo film
Versione originale
Connor è diventato uno scienziato e, insieme al collega Alan Naimann, ha costruito lo Scudo Spaziale per proteggere il pianeta dai raggi ultravioletti, responsabili della morte della moglie Brenda e di moltissime altre persone. Attraverso una serie di flashback si scopre che Connor, così come gli altri Immortali, proviene dal pianeta Zeist dove, col fido maestro Ramirez, guidò la rivolta contro il perfido dittatore del luogo, il generale Katana, il quale lo esiliò sulla Terra dove sarebbe rinato e diventato immortale: il vincitore, l'ultimo rimasto in vita fra gli Immortali, avrebbe ottenuto la Ricompensa oppure sarebbe ritornato su Zeist per affrontare nuovamente Katana.
Connor, riuscito a vincere la sfida sconfiggendo Kurgan, ottiene di diritto il permesso di ritornare sul pianeta natale ma Katana, per prevenire il suo ritorno, decide di inviare due suoi sicari per ucciderlo; una volta che questi ultimi giungono sulla Terra Connor riottiene i suoi poteri Immortali e, a seguito della vittoria sui due, ritorna giovane e forte come in passato. Alleatosi con Louise Marcus e il redivivo maestro Ramirez, riportato in vita su richiesta dello stesso Connor, il protagonista uccide Katana, distrugge lo Scudo Spaziale (ormai inutile poiché l'ozono si scoprirà essere ritornato normale) e torna su Zeist insieme a Louise.
Nuova versione
Nel 1995 il regista Russell Mulcahy ha modificato alcune scene del film creando una nuova versione denominata Highlander II: Renegade Version: in questa versione tutti i riferimenti agli Immortali come alieni sono stati eliminati e li ha resi originari di un lontano passato della Terra, dove i sacerdoti, dopo la rivolta, li bandiscono trasportandoli in futuri casuali e il Premio consiste nell'essere gli ultimi rimasti. La scena finale vede Connor e Louise che rimangono sulla Terra.

### Il terzo film
Questo film è un seguito del primo alternativo al secondo.
Dopo la morte della consorte Heather, Connor si reca in Giappone alla ricerca dell'immortale Nakano, amico di Ramirez conosciuto come "il maestro dell'illusione". Nakano addestra Connor ma l'allenamento viene interrotto quando Kane e i suoi allievi, Khabul Khan e Senghis Khan, fanno irruzione nella sede del grande maestro, una grotta posta sul monte Niri: nonostante l'intervento di Connor, Kane riesce ad uccidere Nakano ma durante la lotta il potere della Reminiscenza fa in modo che la residenza di Nakano crolli seppellendo tutti ad eccezione dello stesso Connor.
Dopo aver ucciso Kurgan, nel primo film, Connor crede di essere rimasto l'ultimo immortale, ignaro che Kane e i suoi guerrieri siano ancora vivi ma imprigionati sotto la grotta di Nakano e che per questo impossibilitati a partecipare all'Adunanza nel 1985. Dopo la morte di Brenda in un incidente d'auto, Connor ha adottato un bambino di nome John ma quando Kane si libera dalla sua prigionia Connor si reca a New York per prepararsi all'imminente duello. Affronta, così, uno dei due subordinati di Kane, riuscendo a sconfiggerlo grazie all'allenamento appreso da Nakano; in seguito, quando Kane rapisce John, Connor lo affronta e, dopo una dura battaglia, riesce a sconfiggerlo, diventando finalmente l'ultimo degli immortali ed ottenendo la Ricompensa. Alla fine Connor decide di tornare in Scozia con Alexandra (sua nuova fidanzata rassomigliante Sarah, donna che Connor conobbe durante la Rivoluzione francese) e il figlio adottivo per omaggiare la tomba di Heather.

### La serie televisiva e il quarto film
Il grande incontro
La serie televisiva è un ulteriore seguito alternativo al secondo e al terzo film poiché si colloca dopo la sconfitta di Kurgan per mano di Connor; a seguito della sconfitta del nemico, Connor non è rimasto l'ultimo immortale e perciò continua i suoi viaggi per il mondo alla ricerca dei suoi simili e, contemporaneamente, attendendo il giorno dell'Adunanza. Connor, seppur venga menzionato molte volte nella serie, appare solo nell'episodio pilota; nello stesso viene presentato Duncan MacLeod, protagonista della serie nonché allievo e parente dello stesso Connor. I due si incontreranno spesso durante la loro vita, salvandosi reciprocamente la vita e combattendo fianco a fianco contro altri immortali tra i quali Slan Quince, comparso nel primo episodio.
Highlander: Endgame
Connor ricompare in Highlander: Endgame, film che conclude le vicende narrate nella serie televisiva In questo film, attraverso dei flashback di Connor del 1500, si scopre che la madre di Connor venne condannata a morte per stregoneria da Jacob Kell, motivo per il quale MacLeod si vendicherà su di lui uccidendone il padre, seminando distruzione e panico nel suo vecchio villaggio e uccidendo apparentemente lo stesso Kell, che successivamente si risveglierà immortale e comincerà a vagare nel mondo con l'obiettivo di vendicarsi di Connor, al quale ucciderà tutte le persone care.
Dopo aver sconfitto Kurgan come nel primo film e aver visto morire la compagna Brenda Wyatt in un incidente d'auto, Connor ritorna nella sua residenza di New York e scopre che Jacob Kell ha ucciso Rachel. Riunitosi a Duncan, Connor affronta Kell e i suoi subordinati ma alla fine, rendendosi conto di non essere in grado di sconfiggere il nemico, decide di mettere alla prova il suo allievo Duncan, spronandolo ad ucciderlo così da poter unire le forze dell'allievo alla sua reminiscenza. Duncan, ormai senza alternativa, decapita Connor e più tardi, dopo lo scontro con Jacob Kell dalla quale esce vittorioso, lo seppellirà in Scozia sulle Highlands, vicino alla tomba di Heather.

## Parenti
- Caiolin MacLeod (madre, deceduta; Highlander: Endgame)
- Padre innominato, deceduto (citato in Highlander 3)
- Dugal MacLeod (cugino, deceduto; Highlander - L'ultimo immortale)
- Rachel Ellenstein (figlia adottiva, deceduta; Highlander - L'ultimo immortale e Highlander: Endgame)
- John MacLeod (figlio adottivo con Brenda Wyatt; Highlander 3)
- Heather McDonald (moglie, deceduta; Highlander - L'ultimo immortale, Highlander 3, Highlander: Endgame)
- Brenda J. Wyatt (moglie, deceduta; Highlander - L'ultimo immortale e Highlander II - Il ritorno)
- Alexandra "Alex" Johnson (compagna; Highlander 3)

## Spade

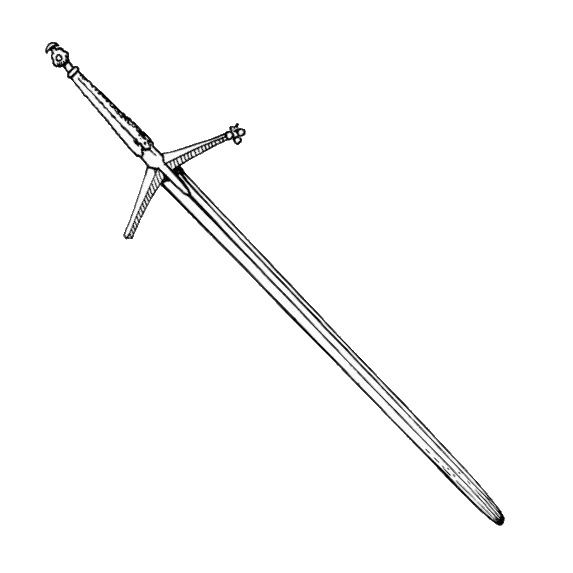
Una Claymore

La prima spada di Connor è una Claymore, uno spadone molto comune nelle Highlands tra il quindicesimo e il diciassettesimo secolo, che utilizza nella sua prima battaglia con Kurgan e durante l'allenamento con Ramirez e che verrà poi abbandonata sulla tomba di Heather; questi utilizzi, tuttavia, determinano un'incongruenza perché, visto che l'immortale è costretto a fuggire dal suo villaggio, non avrebbe potuto portarla con sé.
La seconda spada di Connor, avuta in eredità dal maestro Ramirez, è una katana chiamata "Testa di drago": secondo Brenda, che ha modo di analizzarne alcuni frammenti della lama, è un'arma unica nel suo genere poiché è stata realizzata con una tecnica che i giapponesi avrebbero utilizzato ufficialmente solo molto tempo dopo la sua creazione: l'arma venne infatti forgiata dal suocero di Ramirez, il leggendario maestro spadaio Masamune, che lo stesso Ramirez definisce un genio. Tale spada verrà distrutta durante lo scontro con Kane nel terzo film e, successivamente, riparata da Connor in Scozia attraverso la lavorazione usata da Nakano. La spada appare in tutti i film e anche Duncan ne possiede una simile.
Nel primo episodio del telefilm (l'unico in cui compare Connor) questi ha una katana completamente diversa da quella dei film, dall'impugnatura dello stesso colore ma senza la testa di drago.

## Le vittime di Connor durante l'Adunanza
Nel film originale Ramirez descrive l'Adunanza in questo modo: "Quando solo pochi di noi rimarranno, saremo spinti da un irrefrenabile desiderio in una terra lontana e lì combatteremo per la ricompensa". Durante le varie avventure, precisamente dalla morte di Heather, Connor ha cercato ed ha ucciso molti immortali; di seguito è riportata la lista delle sue vittime conosciute che, tuttavia, non sono in continuità fra di loro.
1 - Mulet, 1815 (sceneggiatura originale Highlander)
2 - Jack, 1888 (sceneggiatura originale Highlander)
3 - Iman Fasil, 1985 (Highlander)
4 - Kurgan, 1985 (Highlander)
5 - Tasya Desny, 1986 (Highlander Fumetto # 4)
6 - Khabul Khan, 1996 (Highlander 3)
7 - Kane, 1996 (Highlander 3)
8 - Corda, 2024 (Highlander II)
9 - Reno, 2024 (Highlander II)
10 - Generale Katana, 2024 (Highlander II)
In Highlander: Endgame viene rivelato che Connor ha ucciso 262 immortali.

## Altre apparizioni
- Connor compare anche nel romanzo Highlander, che racconta alcuni eventi non citati nella serie cinematografica, nonché in diversi fumetti che, come nel caso dei film, non sono in continuità temporale tra di loro.
- Connor appare in alcune puntate della serie televisiva spin-off animata Highlander - La serie animata, ambientata in un futuro post-apocalittico in cui Connor è stato ucciso nel tentativo di eliminare Kortan, l'unico che si è opposto a diventare un Jettator ("Eletto" nella versione italiana). Prima di morire annuncerà l'arrivo di Quentin MacLeod, un altro immortale.
- Il personaggio appare anche nel videoclip della canzone Princes of the Universe dei Queen, che verrà poi utilizzata come colonna sonora principale del primo film[9], in cui simula una lotta con il cantante Freddie Mercury.
- A Kind of Magic è anche il titolo dell'omonima canzone dei Queen scritta per la colonna sonora del film; Roger Taylor, batterista del gruppo, inserì la battuta di Connor MacLeod del film (è una specie di magia) come tema centrale della canzone.